# Колодкино (Рузский городской округ)
Колодкино — деревня в Рузском районе Московской области России, входит в состав сельского поселения Дороховское. Население 222 человека на 2006 год, в деревне числятся 2 улицы. До 2006 года Колодкино входило в состав Космодемьянского сельского округа.
Деревня расположена на юге района, примерно в 30 километрах к югу от Рузы, на безымянном притоке реки Исьма, высота центра над уровнем моря 199 м. Деревня стоит на развилке автодороги А108 — большого московского кольца и регионального шоссе 46К-3130 (МБК — Симбухово).